# Rizgar Muhammad Amin

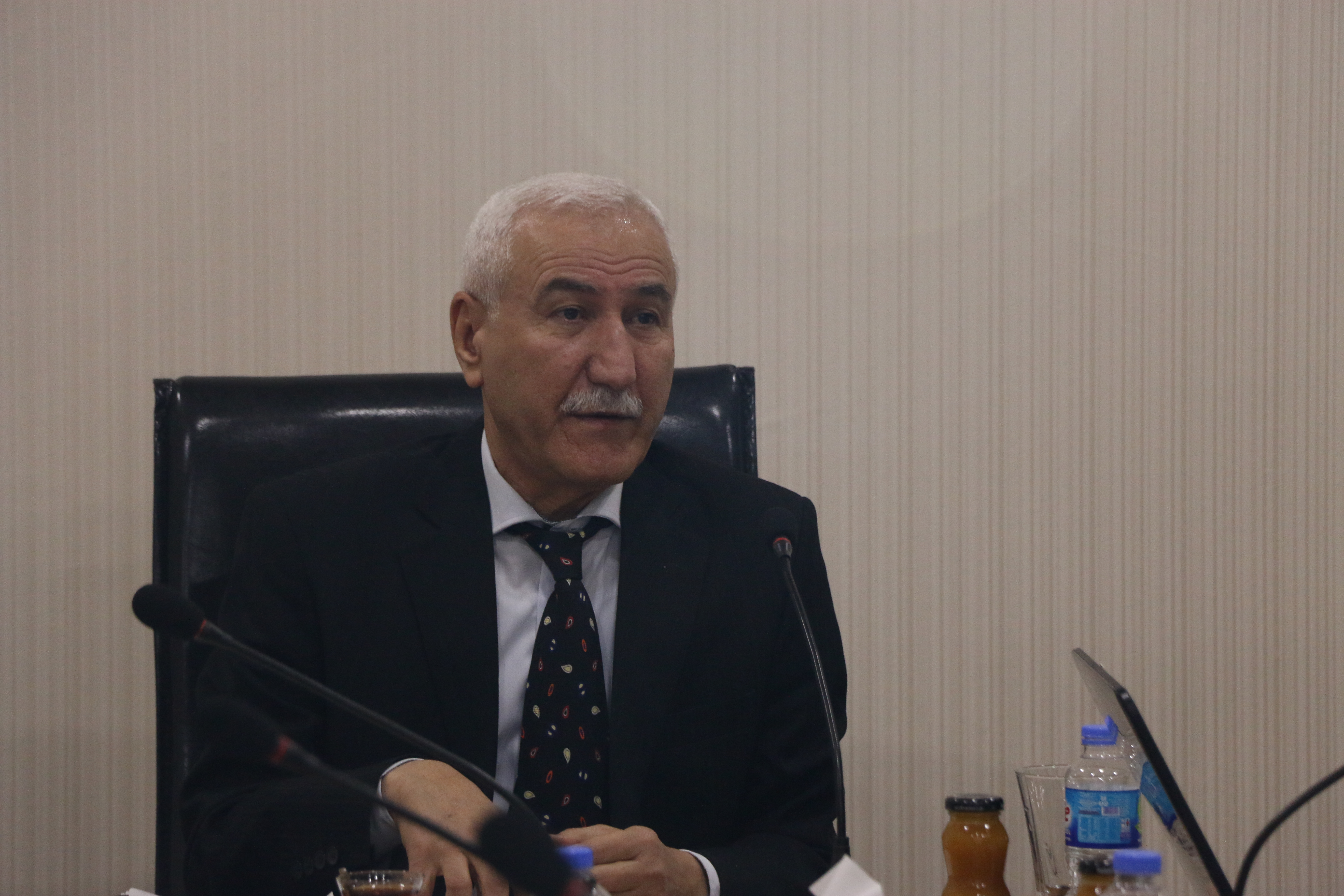
Rizgar Muhammad Amin

Rizgar Muhammad Amin (* 1957 in Sulaimaniyya; gelegentlich Dadschar Mohammed Amin) ist ein irakischer Jurist. Der parteilose Kurde war Vorsitzender des fünfköpfigen Sondertribunals im Prozess gegen Saddam Hussein.
Der aus einer angesehenen kurdischen Familie stammende Amin studierte Rechtswissenschaften in Bagdad. Nach Abschluss seiner Studien kehrte er in seine Geburtsstadt Sulaimaniyya zurück, wo er als Richter und Rechtsanwalt arbeitete. Wegen seiner Weigerung, der Baath-Partei beizutreten, arbeitete er allerdings zunächst nur in untergeordneten Positionen. Seit der weitgehenden Autonomie des kurdischen Teils des Iraks gewann Amin zunehmend Einfluss: In rascher Folge wurde er stellvertretender Präsident des Appellationsgerichts und schließlich Präsident des regionalen Strafgerichtshofs.
Amin war bereits 2004 unter strenger Geheimhaltung von Dschalal Talabani in das Irakische Sondertribunal berufen worden. Der Vorsitz Amins im Tribunal war zu seiner eigenen Sicherheit erst unmittelbar zu Prozessbeginn verlautbart worden. Amin ist, neben Raid Dschuhi, bisher der einzige der fünf Richter, der namentlich bekannt geworden ist.
Nachdem zwei der Verteidiger Saddam Husseins Anschlägen zum Opfer fielen, wurde vom Gericht eine Verlegung des Verfahrens in die stabilere kurdische Region erwogen.
Am 14. Januar 2006 berichtet die NZZ, dass er seinen Rücktritt als Richter in dem Prozess gegen Saddam Hussein eingereicht habe.
Amin lebt mit seiner Frau Nazarin Ahmed (geb. 1962) und ihren vier Kindern in Sulaimaniyya.